# Shojiro Sugimura
Shojiro Sugimura (japanska: 杉村 正二郎; Sugimura Shojiro), född 4 april 1905 i Osaka, död 15 januari 1975 i Tokyo (hjärtinfarkt), var en japansk fotbollsspelare.